# サターンホラー映画賞
サターンホラー映画賞（サターンホラーえいがしょう、Saturn Award for Best Horror Film）は、サターン賞の部門の一つ。2010年から2012年までは「サターンホラー/スリラー映画賞」という名称だったが、2013年にサターンスリラー映画賞が創設されたため、同年に名称が元に戻った。

## 各年の結果
以下は、候補作と受賞作の一覧。太字が受賞作である。
第44回まではおおむね前年の作品を対象としていたが、第45回以降は年を跨いだ期間をノミネートの対象としている。
第47回目の授賞式を「50周年記念サターン賞」と改称しているため、第47回～第49回（47th～49th）は欠番。

### 1970年代
| 年度              | 作品名                                    |
| ----------------- | ----------------------------------------- |
| 1972年 (第1回)    | 吸血鬼ブラキュラ                          |
| 1973年 (第2回)    | エクソシスト                              |
| 1973年 (第2回)    | Arnold                                    |
| 1973年 (第2回)    | 地獄のサブウェイ                          |
| 1973年 (第2回)    | 赤い影                                    |
| 1973年 (第2回)    | ヘルハウス                                |
| 1973年 (第2回)    | シュロック                                |
| 1973年 (第2回)    | 吸血鬼ブラキュラの復活                    |
| 1973年 (第2回)    | 悪魔のシスター                            |
| 1973年 (第2回)    | 異界への扉                                |
| 1973年 (第2回)    | Terror at Red Wolf Inn                    |
| 1973年 (第2回)    | 蝋人形館の恐怖                            |
| 1973年 (第2回)    | シェークスピア連続殺人!!血と復讐の舞台    |
| 1973年 (第2回)    | 墓場にて/魔界への招待・そこは地獄の始発駅 |
| 1974/75年 (第3回) | ヤング・フランケンシュタイン              |
| 1974/75年 (第3回) | 暗闇にベルが鳴る                          |
| 1974/75年 (第3回) | 燃える昆虫軍団                            |
| 1974/75年 (第3回) | ファントム・オブ・パラダイス              |
| 1974/75年 (第3回) | ロッキー・ホラー・ショー                  |
| 1974/75年 (第3回) | MR.バンピラ/眠れる棺の美女                |
| 1976年 (第4回)    | 家                                        |
| 1976年 (第4回)    | キャリー                                  |
| 1976年 (第4回)    | 悪魔の沼                                  |
| 1976年 (第4回)    | 巨大生物の島                              |
| 1976年 (第4回)    | 魔界神父                                  |
| 1976年 (第4回)    | 愛のメモリー                              |
| 1976年 (第4回)    | オーメン                                  |
| 1977年 (第5回)    | 白い家の少女                              |
| 1977年 (第5回)    | ドッグ                                    |
| 1977年 (第5回)    | 巨大クモ軍団の襲撃                        |
| 1977年 (第5回)    | センチネル                                |
| 1978年 (第6回)    | ウィッカーマン                            |
| 1978年 (第6回)    | ハロウィン                                |
| 1978年 (第6回)    | マジック                                  |
| 1978年 (第6回)    | 恐怖の魔力/メドゥーサ・タッチ             |
| 1978年 (第6回)    | ピラニア                                  |
| 1979年 (第7回)    | ドラキュラ                                |
| 1979年 (第7回)    | 悪魔の棲む家                              |
| 1979年 (第7回)    | ドラキュラ都へ行く                        |
| 1979年 (第7回)    | MAFU・悪魔の檻                            |
| 1979年 (第7回)    | ファンタズム                              |

### 1980年代
| 年度               | 作品名                                          |
| ------------------ | ----------------------------------------------- |
| 1980年 (第8回)     | ハウリング                                      |
| 1980年 (第8回)     | 殺しのドレス                                    |
| 1980年 (第8回)     | フェイドTOブラック                              |
| 1980年 (第8回)     | ザ・フォッグ                                    |
| 1980年 (第8回)     | シャイニング                                    |
| 1981年 (第9回)     | 狼男アメリカン                                  |
| 1981年 (第9回)     | ゾンゲリア                                      |
| 1981年 (第9回)     | ゴースト・ストーリー                            |
| 1981年 (第9回)     | ハロウィンII                                    |
| 1981年 (第9回)     | ウルフェン                                      |
| 1982年 (第10回)    | ポルターガイスト                                |
| 1982年 (第10回)    | クリープショー                                  |
| 1982年 (第10回)    | デストラップ・死の罠                            |
| 1982年 (第10回)    | 怪人スワンプ・シング 影のヒーロー               |
| 1982年 (第10回)    | 遊星からの物体X                                 |
| 1983年 (第11回)    | デッドゾーン                                    |
| 1983年 (第11回)    | クリスティーン                                  |
| 1983年 (第11回)    | クジョー                                        |
| 1983年 (第11回)    | ザ・キープ                                      |
| 1983年 (第11回)    | トワイライトゾーン/超次元の体験                 |
| 1984年 (第12回)    | グレムリン                                      |
| 1984年 (第12回)    | クリーチャー                                    |
| 1984年 (第12回)    | ドリームスケープ                                |
| 1984年 (第12回)    | 炎の少女チャーリー                              |
| 1984年 (第12回)    | エルム街の悪夢                                  |
| 1985年 (第13回)    | フライトナイト                                  |
| 1985年 (第13回)    | スペースバンパイア                              |
| 1985年 (第13回)    | エルム街の悪夢2 フレディの復讐                  |
| 1985年 (第13回)    | ZOMBIO/死霊のしたたり                           |
| 1985年 (第13回)    | バタリアン                                      |
| 1986年 (第14回)    | ザ・フライ                                      |
| 1986年 (第14回)    | フロム・ビヨンド                                |
| 1986年 (第14回)    | リトル・ショップ・オブ・ホラーズ                |
| 1986年 (第14回)    | ポルターガイスト2                               |
| 1986年 (第14回)    | サイコ3/怨霊の囁き                              |
| 1987年 (第15回)    | ロストボーイ                                    |
| 1987年 (第15回)    | 死霊のはらわたII                                |
| 1987年 (第15回)    | ヘル・レイザー                                  |
| 1987年 (第15回)    | ニア・ダーク/月夜の出来事                       |
| 1987年 (第15回)    | エルム街の悪夢3 惨劇の館                        |
| 1987年 (第15回)    | パンプキンヘッド                                |
| 1988年 (第16回)    | ビートルジュース                                |
| 1988年 (第16回)    | チャイルド・プレイ                              |
| 1988年 (第16回)    | 戦慄の絆                                        |
| 1988年 (第16回)    | ハロウィン4 ブギーマン復活                      |
| 1988年 (第16回)    | ヘルレイザー2                                   |
| 1988年 (第16回)    | エルム街の悪夢4 ザ・ドリームマスター 最後の反撃 |
| 1988年 (第16回)    | ワックス・ワーク                                |
| 1989/90年 (第17回) | アラクノフォビア                                |
| 1989/90年 (第17回) | 死霊のしたたり2                                 |
| 1989/90年 (第17回) | ダークマン                                      |
| 1989/90年 (第17回) | エクソシスト3                                   |
| 1989/90年 (第17回) | ザ・フライ2 二世誕生                            |
| 1989/90年 (第17回) | ガーディアン/森は泣いている                     |
| 1989/90年 (第17回) | ミディアン                                      |
| 1989/90年 (第17回) | ペット・セマタリー                              |
| 1989/90年 (第17回) | サンタ・サングレ/聖なる血                       |

### 1990年代
| 年度            | 作品名                                       |
| --------------- | -------------------------------------------- |
| 1991年 (第18回) | 羊たちの沈黙                                 |
| 1991年 (第18回) | ボディ・パーツ                               |
| 1991年 (第18回) | チャイルド・プレイ3                          |
| 1991年 (第18回) | バンパイヤ・タウン                           |
| 1991年 (第18回) | ドール・ハウス                               |
| 1991年 (第18回) | ミザリー                                     |
| 1991年 (第18回) | ナイト・オブ・ザ・リビングデッド/死霊創世記  |
| 1991年 (第18回) | 愛がこわれるとき                             |
| 1992年 (第19回) | ドラキュラ                                   |
| 1992年 (第19回) | 氷の微笑                                     |
| 1992年 (第19回) | キャンディマン                               |
| 1992年 (第19回) | ブレインデッド                               |
| 1992年 (第19回) | ゆりかごを揺らす手                           |
| 1992年 (第19回) | ヘルレイザー3                                |
| 1992年 (第19回) | ツイン・ピークス ローラ・パーマー最期の7日間 |
| 1993年 (第20回) | キャプテン・スーパーマーケット               |
| 1993年 (第20回) | ダーク・ハーフ                               |
| 1993年 (第20回) | 危険な遊び                                   |
| 1993年 (第20回) | ハード・ターゲット                           |
| 1993年 (第20回) | カリフォルニア                               |
| 1993年 (第20回) | ニードフル・シングス                         |
| 1993年 (第20回) | 失踪 妄想は究極の凶器                        |
| 1994年 (第21回) | インタビュー・ウィズ・ヴァンパイア           |
| 1994年 (第21回) | クロノス                                     |
| 1994年 (第21回) | クロウ/飛翔伝説                              |
| 1994年 (第21回) | フランケンシュタイン                         |
| 1994年 (第21回) | モスキート                                   |
| 1994年 (第21回) | エルム街の悪夢 ザ・リアルナイトメア          |
| 1994年 (第21回) | ウルフ                                       |
| 1995年 (第22回) | フロム・ダスク・ティル・ドーン               |
| 1995年 (第22回) | ロスト・チルドレン                           |
| 1995年 (第22回) | マウス・オブ・マッドネス                     |
| 1995年 (第22回) | ロード・オブ・イリュージョン                 |
| 1995年 (第22回) | ミュート・ウィットネス                       |
| 1995年 (第22回) | ゴッド・アーミー/悪の天使                    |
| 1995年 (第22回) | デーモン・ナイト                             |
| 1996年 (第23回) | スクリーム                                   |
| 1996年 (第23回) | デモンズ'95                                  |
| 1996年 (第23回) | ザ・クラフト                                 |
| 1996年 (第23回) | フェティッシュ                               |
| 1996年 (第23回) | さまよう魂たち                               |
| 1996年 (第23回) | レリック                                     |
| 1997年 (第24回) | ディアボロス/悪魔の扉                        |
| 1997年 (第24回) | アナコンダ                                   |
| 1997年 (第24回) | ラストサマー                                 |
| 1997年 (第24回) | ミミック                                     |
| 1997年 (第24回) | ファントム                                   |
| 1997年 (第24回) | スクリーム2                                  |
| 1998年 (第25回) | ゴールデンボーイ                             |
| 1998年 (第25回) | ブレイド                                     |
| 1998年 (第25回) | チャイルド・プレイ/チャッキーの花嫁          |
| 1998年 (第25回) | パラサイト                                   |
| 1998年 (第25回) | ハロウィンH20                                |
| 1998年 (第25回) | ヴァンパイア/最期の聖戦                      |
| 1999年 (第26回) | シックス・センス                             |
| 1999年 (第26回) | ブレア・ウィッチ・プロジェクト               |
| 1999年 (第26回) | ラビナス                                     |
| 1999年 (第26回) | スリーピー・ホロウ                           |
| 1999年 (第26回) | スティグマータ 聖痕                          |
| 1999年 (第26回) | 鬼教師ミセス・ティングル                     |

### 2000年代
| 年度            | 作品名                                        |
| --------------- | --------------------------------------------- |
| 2000年 (第27回) | ファイナル・デスティネーション                |
| 2000年 (第27回) | ドラキュリア                                  |
| 2000年 (第27回) | ギフト                                        |
| 2000年 (第27回) | レクイエム・フォー・ドリーム                  |
| 2000年 (第27回) | ルール2                                       |
| 2000年 (第27回) | ホワット・ライズ・ビニース                    |
| 2001年 (第28回) | アザーズ                                      |
| 2001年 (第28回) | デビルズ・バックボーン                        |
| 2001年 (第28回) | フロム・ヘル                                  |
| 2001年 (第28回) | ハンニバル                                    |
| 2001年 (第28回) | ジーパーズ・クリーパーズ                      |
| 2001年 (第28回) | 13ゴースト                                    |
| 2002年 (第29回) | ザ・リング                                    |
| 2002年 (第29回) | ブレイド2                                     |
| 2002年 (第29回) | スパイダー パニック!                          |
| 2002年 (第29回) | フレイルティー 妄執                           |
| 2002年 (第29回) | クイーン・オブ・ザ・ヴァンパイア              |
| 2002年 (第29回) | バイオハザード                                |
| 2003年 (第30回) | 28日後…                                       |
| 2003年 (第30回) | キャビン・フィーバー                          |
| 2003年 (第30回) | デッドコースター                              |
| 2003年 (第30回) | フレディVSジェイソン                          |
| 2003年 (第30回) | ヒューマン・キャッチャー/JEEPERS CREEPERS 2   |
| 2003年 (第30回) | テキサス・チェーンソー                        |
| 2003年 (第30回) | アンダーワールド                              |
| 2004年 (第31回) | ショーン・オブ・ザ・デッド                    |
| 2004年 (第31回) | ブレイド3                                     |
| 2004年 (第31回) | ドーン・オブ・ザ・デッド                      |
| 2004年 (第31回) | THE JUON/呪怨                                 |
| 2004年 (第31回) | オープン・ウォーター                          |
| 2004年 (第31回) | ソウ                                          |
| 2004年 (第31回) | ヴァン・ヘルシング                            |
| 2005年 (第32回) | エミリー・ローズ                              |
| 2005年 (第32回) | コンスタンティン                              |
| 2005年 (第32回) | ランド・オブ・ザ・デッド                      |
| 2005年 (第32回) | ソウ2                                         |
| 2005年 (第32回) | スケルトン・キー                              |
| 2005年 (第32回) | ウルフクリーク/猟奇殺人谷                     |
| 2006年 (第33回) | ディセント                                    |
| 2006年 (第33回) | ファイナル・デッドコースター                  |
| 2006年 (第33回) | ホステル                                      |
| 2006年 (第33回) | ソウ3                                         |
| 2006年 (第33回) | スリザー                                      |
| 2006年 (第33回) | スネーク・フライト                            |
| 2007年 (第34回) | スウィーニー・トッド フリート街の悪魔の理髪師 |
| 2007年 (第34回) | ゴーストライダー                              |
| 2007年 (第34回) | グラインドハウス                              |
| 2007年 (第34回) | ミスト                                        |
| 2007年 (第34回) | 30デイズ・ナイト                              |
| 2007年 (第34回) | 1408号室                                      |
| 2008年 (第35回) | ヘルボーイ/ゴールデン・アーミー               |
| 2008年 (第35回) | ハプニング                                    |
| 2008年 (第35回) | ハムナプトラ3 呪われた皇帝の秘宝              |
| 2008年 (第35回) | REC:レック/ザ・クアランティン                 |
| 2008年 (第35回) | ダスク・オブ・ザ・デッド                      |
| 2008年 (第35回) | ストレンジャーズ/戦慄の訪問者                 |
| 2009年 (第36回) | スペル                                        |
| 2009年 (第36回) | 運命のボタン                                  |
| 2009年 (第36回) | フローズン                                    |
| 2009年 (第36回) | ラスト・ハウス・オン・ザ・レフト -鮮血の美学- |
| 2009年 (第36回) | ニュームーン/トワイライト・サーガ             |
| 2009年 (第36回) | ゾンビランド                                  |

### 2010年代
| 年度                 | 作品名                                                        |
| -------------------- | ------------------------------------------------------------- |
| 2010年 (第37回)      | モールス                                                      |
| 2010年 (第37回)      | ラスト・ターゲット                                            |
| 2010年 (第37回)      | ブラック・スワン                                              |
| 2010年 (第37回)      | キック・アス                                                  |
| 2010年 (第37回)      | シャッター アイランド                                         |
| 2010年 (第37回)      | ウルフマン                                                    |
| 2011年 (第38回)      | ドラゴン・タトゥーの女                                        |
| 2011年 (第38回)      | コンテイジョン                                                |
| 2011年 (第38回)      | デビルズ・ダブル -ある影武者の物語-                           |
| 2011年 (第38回)      | THE GREY 凍える太陽                                           |
| 2011年 (第38回)      | テイク・シェルター                                            |
| 2011年 (第38回)      | 遊星からの物体X ファーストコンタクト                          |
| 2012年 (第39回)      | キャビン                                                      |
| 2012年 (第39回)      | アルゴ                                                        |
| 2012年 (第39回)      | インポッシブル                                                |
| 2012年 (第39回)      | セブン・サイコパス                                            |
| 2012年 (第39回)      | ウーマン・イン・ブラック 亡霊の館                             |
| 2012年 (第39回)      | ゼロ・ダーク・サーティ                                        |
| 2013年 (第40回)      | 死霊館                                                        |
| 2013年 (第40回)      | キャリー                                                      |
| 2013年 (第40回)      | MAMA                                                          |
| 2013年 (第40回)      | パージ                                                        |
| 2013年 (第40回)      | ディス・イズ・ジ・エンド 俺たちハリウッドスターの最凶最期の日 |
| 2013年 (第40回)      | ウォーム・ボディーズ                                          |
| 2014年 (第41回)      | ドラキュラZERO                                                |
| 2014年 (第41回)      | アナベル 死霊館の人形                                         |
| 2014年 (第41回)      | ババドック 暗闇の魔物                                         |
| 2014年 (第41回)      | ホーンズ 容疑者と告白の角                                     |
| 2014年 (第41回)      | オンリー・ラヴァーズ・レフト・アライヴ                        |
| 2014年 (第41回)      | パージ:アナーキー                                             |
| 2015年 (第42回)      | クリムゾン・ピーク                                            |
| 2015年 (第42回)      | インシディアス 序章                                           |
| 2015年 (第42回)      | イット・フォローズ                                            |
| 2015年 (第42回)      | クランプス 魔物の儀式                                         |
| 2015年 (第42回)      | ヴィジット                                                    |
| 2015年 (第42回)      | シェアハウス・ウィズ・ヴァンパイア                            |
| 2016年 (第43回)      | ドント・ブリーズ                                              |
| 2016年 (第43回)      | ジェーン・ドウの解剖                                          |
| 2016年 (第43回)      | 死霊館 エンフィールド事件                                     |
| 2016年 (第43回)      | Demon                                                         |
| 2016年 (第43回)      | ウィジャ ビギニング 〜呪い襲い殺す〜                          |
| 2016年 (第43回)      | 新感染 ファイナル・エクスプレス                               |
| 2016年 (第43回)      | ウィッチ                                                      |
| 2017年 (第44回)      | ゲット・アウト                                                |
| 2017年 (第44回)      | アナベル 死霊人形の誕生                                       |
| 2017年 (第44回)      | ベター・ウォッチ・アウト クリスマスの侵略者                   |
| 2017年 (第44回)      | 海底47m                                                       |
| 2017年 (第44回)      | IT/イット “それ”が見えたら、終わり。                          |
| 2017年 (第44回)      | マザー!                                                       |
| 2018/2019年 (第45回) | クワイエット・プレイス                                        |
| 2018/2019年 (第45回) | デッド・ドント・ダイ                                          |
| 2018/2019年 (第45回) | ハロウィン                                                    |
| 2018/2019年 (第45回) | ヘレディタリー/継承                                           |
| 2018/2019年 (第45回) | オーヴァーロード                                              |
| 2018/2019年 (第45回) | ペット・セメタリー                                            |
| 2018/2019年 (第45回) | アス                                                          |
| 2019/2020年 (第46回) | 透明人間                                                      |
| 2019/2020年 (第46回) | ドクター・スリープ                                            |
| 2019/2020年 (第46回) | ザ・スイッチ                                                  |
| 2019/2020年 (第46回) | IT/イット THE END “それ”が見えたら、終わり。                  |
| 2019/2020年 (第46回) | ミッドサマー                                                  |
| 2019/2020年 (第46回) | レディ・オア・ノット                                          |
| 2019/2020年 (第46回) | スケアリーストーリーズ 怖い本                                 |

### 2020年代
| 年度                       | 作品名                              |
| -------------------------- | ----------------------------------- |
| 2021年/2022年 (50周年記念) | ブラック・フォン                    |
| 2021年/2022年 (50周年記念) | クワイエット・プレイス 破られた沈黙 |
| 2021年/2022年 (50周年記念) | ラストナイト・イン・ソーホー        |
| 2021年/2022年 (50周年記念) | ナイト・ハウス                      |
| 2021年/2022年 (50周年記念) | スクリーム                          |
| 2021年/2022年 (50周年記念) | X エックス                          |
| 2022/2023年 (第51回)       | トーク・トゥ・ミー                  |
| 2022/2023年 (第51回)       | バーバリアン                        |
| 2022/2023年 (第51回)       | 死霊のはらわた ライジング           |
| 2022/2023年 (第51回)       | インシディアス 赤い扉               |
| 2022/2023年 (第51回)       | レンフィールド                      |
| 2022/2023年 (第51回)       | スクリーム6                         |
| 2022/2023年 (第51回)       | Smile スマイル                      |
| 2023/2024年 (第52回)       | エイリアン:ロムルス                 |
| 2023/2024年 (第52回)       | アビゲイル                          |
| 2023/2024年 (第52回)       | オーメン:ザ・ファースト             |
| 2023/2024年 (第52回)       | In a Violent Nature                 |
| 2023/2024年 (第52回)       | ロングレッグス                      |
| 2023/2024年 (第52回)       | クワイエット・プレイス:DAY 1        |
| 2023/2024年 (第52回)       | スマイル2                           |